# Liste der Naturdenkmale in Hüffelsheim
Die Liste der Naturdenkmale in Hüffelsheim nennt die im Gemeindegebiet von Hüffelsheim ausgewiesenen Naturdenkmale (Stand 7. März 2024).

## Ehemalige Naturdenkmale
| Nr. | Bezeichnung | Lage                                  | Beschreibung                                         | Bild                                    |
| --- | ----------- | ------------------------------------- | ---------------------------------------------------- | --------------------------------------- |
|     | Zwei Ulmen  | Hauptstraße, Ecke Soonwaldstraße Lage | Ulmus minor, zwei Bäume; Rechtsverordnung aufgehoben | Direkt Bild zu diesem Denkmal hochladen |